# Kenneth Vella
Kenneth Vella (* 9. Februar 1970) ist ein maltesischer Badmintonspieler. 

## Karriere
Kenneth Vella gewann auf Malta fast 50 nationale Titel bei den Junioren und bei den Erwachsenen. 1991, 1993 und 1995 nahm er an den Badminton-Weltmeisterschaften teil.

## Sportliche Erfolge
| Saison | Veranstaltung                  | Disziplin    | Platz | Name                                 |
| ------ | ------------------------------ | ------------ | ----- | ------------------------------------ |
| 1985   | Malta: Juniorenmeisterschaften | Mixed        | 1     | Kenneth Vella / G. Farrugia          |
| 1985   | Malta: Juniorenmeisterschaften | Herreneinzel | 1     | Kenneth Vella                        |
| 1985   | Malta: Juniorenmeisterschaften | Herrendoppel | 1     | Kenneth Vella / K. Coleiro           |
| 1986   | Malta: Juniorenmeisterschaften | Herrendoppel | 1     | Kenneth Vella / K. Coleiro           |
| 1986   | Malta: Juniorenmeisterschaften | Mixed        | 1     | Kenneth Vella / Claudine Attard Pace |
| 1986   | Malta: Juniorenmeisterschaften | Herreneinzel | 1     | Kenneth Vella                        |
| 1987   | Malta: Juniorenmeisterschaften | Herrendoppel | 1     | Kenneth Vella / K. Coleiro           |
| 1987   | Malta: Juniorenmeisterschaften | Herreneinzel | 1     | Kenneth Vella                        |
| 1987   | Malta: Juniorenmeisterschaften | Mixed        | 1     | Kenneth Vella / Rachel Williams      |
| 1988   | Malta: Juniorenmeisterschaften | Herreneinzel | 1     | Kenneth Vella                        |
| 1988   | Malta: Juniorenmeisterschaften | Herrendoppel | 1     | Kenneth Vella / Simon Spiteri        |
| 1988   | Malta: Juniorenmeisterschaften | Mixed        | 1     | Kenneth Vella / Rachel Williams      |
| 1988   | Malta: Einzelmeisterschaften   | Mixed        | 1     | Kenneth Vella / Catherine Meli       |
| 1988   | Malta: Einzelmeisterschaften   | Herreneinzel | 1     | Kenneth Vella                        |
| 1989   | Malta: Einzelmeisterschaften   | Herreneinzel | 1     | Kenneth Vella                        |
| 1989   | Malta: Einzelmeisterschaften   | Mixed        | 1     | Kenneth Vella / Catherine Meli       |
| 1990   | Malta: Einzelmeisterschaften   | Mixed        | 1     | Kenneth Vella / Catherine Dimech     |
| 1990   | Malta: Einzelmeisterschaften   | Herrendoppel | 1     | Simon Spiteri / Kenneth Vella        |
| 1991   | Weltmeisterschaft              | Herrendoppel | 33    | Simon Spiteri / Kenneth Vella        |
| 1991   | Malta: Einzelmeisterschaften   | Herrendoppel | 1     | Simon Spiteri / Kenneth Vella        |
| 1991   | Malta: Einzelmeisterschaften   | Herreneinzel | 1     | Kenneth Vella                        |
| 1991   | Malta: Einzelmeisterschaften   | Mixed        | 1     | Kenneth Vella / Catherine Dimech     |
| 1992   | Malta: Einzelmeisterschaften   | Herrendoppel | 1     | Aldo Polidano / Kenneth Vella        |
| 1992   | Malta: Einzelmeisterschaften   | Herreneinzel | 1     | Kenneth Vella                        |
| 1992   | Malta: Einzelmeisterschaften   | Mixed        | 1     | Kenneth Vella / Louise Bailey        |
| 1993   | Malta: Einzelmeisterschaften   | Mixed        | 1     | Kenneth Vella / Catherine Dimech     |
| 1993   | Malta: Einzelmeisterschaften   | Herreneinzel | 1     | Kenneth Vella                        |
| 1994   | Malta: Einzelmeisterschaften   | Mixed        | 1     | Kenneth Vella / Catherine Dimech     |
| 1995   | Malta: Einzelmeisterschaften   | Herreneinzel | 1     | Kenneth Vella                        |
| 1995   | Malta: Einzelmeisterschaften   | Mixed        | 1     | Kenneth Vella / Catherine Dimech     |
| 1995   | Malta: Einzelmeisterschaften   | Herrendoppel | 1     | Kenneth Vella / Aldo Polidano        |
| 1996   | Malta: Einzelmeisterschaften   | Herrendoppel | 1     | Kenneth Vella / Aldo Polidano        |
| 1996   | Malta: Einzelmeisterschaften   | Herreneinzel | 1     | Kenneth Vella                        |
| 1996   | Malta: Einzelmeisterschaften   | Mixed        | 1     | Kenneth Vella / Catherine Dimech     |
| 1997   | Malta: Einzelmeisterschaften   | Mixed        | 1     | Kenneth Vella / Catherine Dimech     |
| 1997   | Malta: Einzelmeisterschaften   | Herreneinzel | 1     | Kenneth Vella                        |
| 1997   | Malta: Einzelmeisterschaften   | Herrendoppel | 1     | Kenneth Vella / Aldo Polidano        |
| 1998   | Malta: Einzelmeisterschaften   | Mixed        | 1     | Kenneth Vella / Catherine Dimech     |
| 1999   | Malta: Einzelmeisterschaften   | Herrendoppel | 1     | Kenneth Vella / Aldo Polidano        |
| 1999   | Malta: Einzelmeisterschaften   | Herreneinzel | 1     | Kenneth Vella                        |
| 2000   | Malta: Einzelmeisterschaften   | Herrendoppel | 1     | Kenneth Vella / Aldo Polidano        |
| 2000   | Malta: Einzelmeisterschaften   | Herreneinzel | 1     | Kenneth Vella                        |
| 2001   | Malta: Einzelmeisterschaften   | Herrendoppel | 1     | Kenneth Vella / Rodney Abela         |
| 2001   | Malta: Einzelmeisterschaften   | Herreneinzel | 1     | Kenneth Vella                        |
| 2002   | Malta: Einzelmeisterschaften   | Mixed        | 1     | Catherine Dimech / Kenneth Vella     |
| 2002   | Malta: Einzelmeisterschaften   | Herreneinzel | 1     | Kenneth Vella                        |
| 2003   | Malta: Einzelmeisterschaften   | Mixed        | 1     | Catherine Dimech / Kenneth Vella     |
| 2006   | Malta: Einzelmeisterschaften   | Herrendoppel | 1     | Kenneth Vella / Anthony Xuereb       |
| 2006   | Malta: Einzelmeisterschaften   | Herreneinzel | 1     | Kenneth Vella                        |
| 2007   | Malta: Einzelmeisterschaften   | Mixed        | 1     | Kenneth Vella / Catherine Dimech     |
| 2009   | Malta: Einzelmeisterschaften   | Herreneinzel | 1     | Kenneth Vella                        |